# Ari Vatanen
Ari Pieti Uolevi Vatanen pronúnciaⓘ (Tuupovaara, 27 de abril de 1952)) é um ex-piloto de ralis e concorrente no rali Dakar.

## Carreira

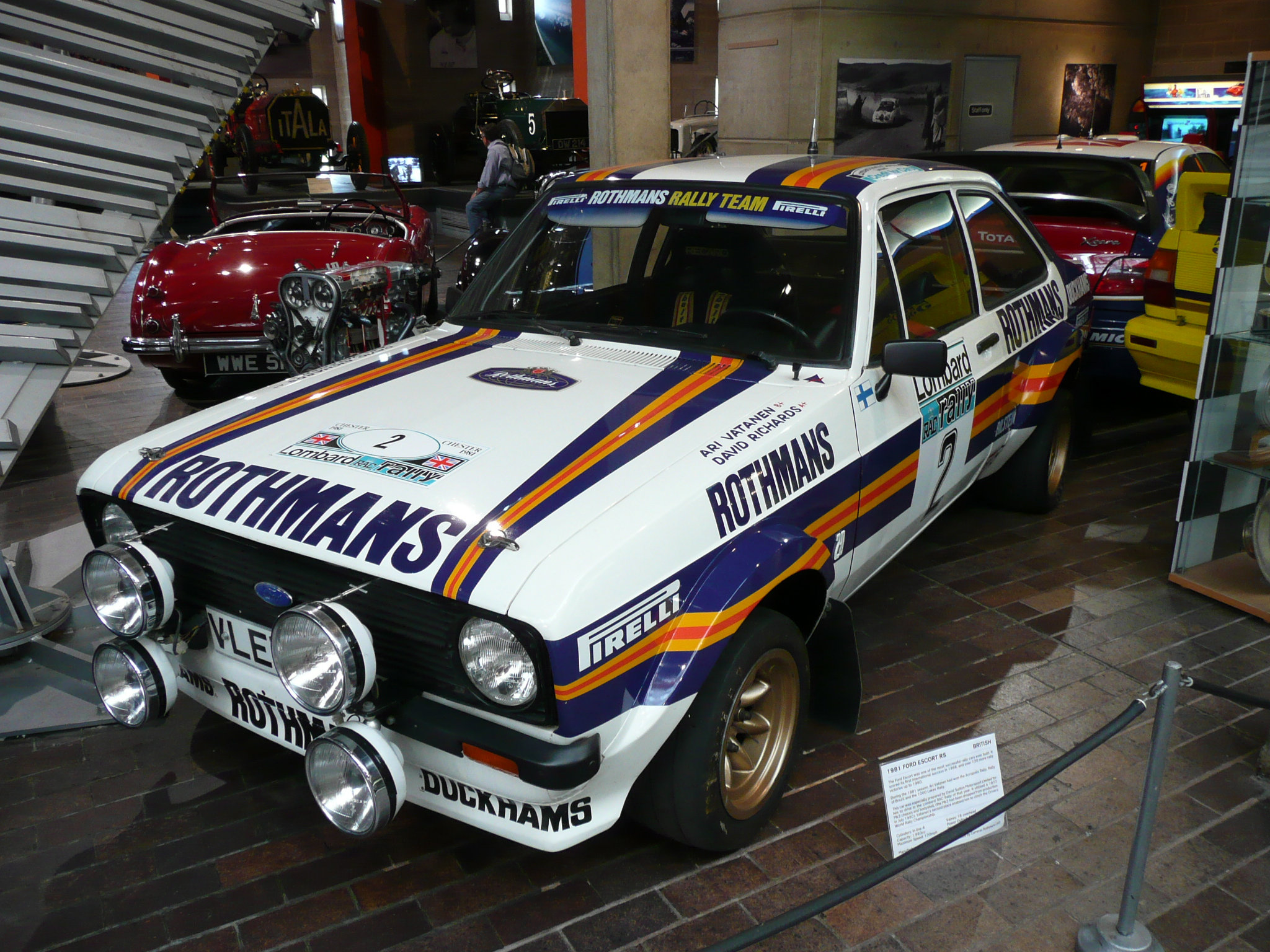
Ford Escort de Vatanen de 1981.

Começou nos ralis no ano de 1970 e estreou-se no WRC em 1974. Foi Campeão Nacional de Ralis da Grã-Bretanha em 1976 e 1978 navegado por Peter Bryant e David Richards respectivamente. Em 1977 passou a ser uma presença assídua em provas do WRC, ao volante de um Ford Escort RS 1800. Já em 1979, assina pela Rothmans Rally Team.
Em 1980 consegue a primeira vitória no WRC ao volante do RS 1800 durante o Rali da Grécia e no ano seguinte torna-se Campeão do Mundo de Ralis. Destaque para o seu co-piloto de 1979 a 1980, um senhor chamado David Richards que se viria a tornar patrão da Prodrive, um dos homens mais importantes do automobilismo mundial. Em 1982, Vatanen não defendeu o seu título competindo em apenas 3 provas do Campeonato do Mundo de Ralis. Já em 1984, o finlandês assina contracto para guiar um Peugeot 205 T16 da equipa de fábrica da Peugeot. Na apresentação do carro francês com 520 cv Vatanen disse, "este carro é muito para mim". Talvez o tenha dito por ter consciência da monstruosidade daquele carro, algo que nem todos. Do Rali da Finlândia de 1984 até ao Rali da Suécia do ano seguinte, Vatanen conseguiu um total de 5 vitórias em provas do WRC. Em 1985, durante um Rali da Argentina, sofre um aparatoso acidente com o 205. Esteve entre a vida e a morte e só um ano e meio depois voltou ao desporto motorizado, infelizmente fora do WRC. Passou a disputar o Rali Paris-Dakar conseguindo ganhar com a Peugeot em 1987, 1989 e 1990 e com a Citroen em 1991. Também fora dos ralis, obteve sucesso no Pikes Peak International Hillclimb, que chegou a vencer com o Peugeot 405 T16, baseado no 205 T16 depois do Grupo B ter sido banido. O filme Climb Dance (em baixo), em que Vatanen mostra a todo o mundo como se conduz um carro de ralis, é uma importante marca na carreira do piloto. Continuou a fazer alguns ralis, fez 4 ralis no WRC pela Mitsubishi Ralliart Europa em 1989 e outros 5 em 1990. O seu melhor resultado com o Mitsubishi Galant VR–4 foi um segundo lugar no Rali dos 1000 Lagos 1990. Em 1992 e 1993 correu pela Subaru em 11 provas fazendo segundos lugares por 3 vezes. Guiou ainda o Ford Escort WRC conseguindo um notável pódio no Rali da Argentina 1994 e no Rali Safari 1998.
Em 1993 comprou uma quinta e uma vinha em França onde estabeleceu residência. Desenvolveu então um interesse pela politica e em 1999 foi eleito para o Parlamento Europeu conseguindo a re-eleição em 2004. A sua paixão pelo Rali de Portugal e pelo seu público é motivo mais que suficiente para dar o seu apoio a Durão Barroso. A sua fome de ralis não terminou e fez o Rali Dakar em 2003 pela Nissan terminando em sétimo lugar. Nesse mesmo ano faz o Rali da Finlândia com um 206 WRC da Bozian Racing terminando no 11º posto. Em 2004 e 2005 voltou ao Rali Dakar com a Nissan e em 2007 com a Volkswagen. A sua biografia, "Every Second Counts", foi publicada em 1988 e rapidamente se tornou um best seller.

## Vitórias no WRC
| Number | Event                                  | Season | Co-driver      | Car                  |
| ------ | -------------------------------------- | ------ | -------------- | -------------------- |
| 1      | 27th Acropolis Rally                   | 1980   | David Richards | Ford Escort RS1800   |
| 2      | 28th Acropolis Rally                   | 1981   | David Richards | Ford Escort RS1800   |
| 3      | 3º Marlboro Rallye do Brasil           | 1981   | David Richards | Ford Escort RS1800   |
| 4      | 31st 1000 Lakes Rally                  | 1981   | David Richards | Ford Escort RS1800   |
| 5      | 31st Marlboro Safari Rally             | 1983   | Terry Harryman | Opel Ascona 400      |
| 6      | 34th 1000 Lakes Rally                  | 1984   | Terry Harryman | Peugeot 205 T16      |
| 7      | 26º Rallye Sanremo                     | 1984   | Terry Harryman | Peugeot 205 Turbo 16 |
| 8      | 33rd Lombard RAC Rally                 | 1984   | Terry Harryman | Peugeot 205 Turbo 16 |
| 9      | 53ème Rallye Automobile de Monte-Carlo | 1985   | Terry Harryman | Peugeot 205 Turbo 16 |
| 10     | 35th International Swedish Rally       | 1985   | Terry Harryman | Peugeot 205 Turbo 16 |